# Церковь Сан-Барнаба (Флоренция)
Церковь Сан-Барнаба (итал. La chiesa di San Barnaba) — римско-католический храм во Флоренции, освящённый в честь апостола Святого Варнавы. Расположен в историческом центре города на улице Виа Паникале. Входит в состав прихода Сан-Лоренцо и с 1988 года является резиденцией филиппинской католической общины.

## История
В память о победе в битве при Кампальдино гвельфов из Флоренции над противниками-гибеллинами из Ареццо, которая состоялась 11 июня 1289 года, в день Святого Варнавы, капитул Сан-Лоренцо решил построить молельню, посвящённую святому. Расходы на строительство взяла на себя Флорентийская республика, которая вместо этого хотела построить большую церковь. Работы начались в 1309 году и, прерванные, были возобновлены в 1322 году (вероятно, между 1335 и 1337 годами под руководством Джотто), а затем завершены к 1350 году, когда церковь была поручена младшим монахам Санта-Кроче-алл’Османноро (Santa Croce All’Osmannoro), которых в 1356 году сменили августинцы.
В 1506 году церковь и монастырь перешли к реформированным кармелитам конгрегации Мантуи, затем в 1522 году — к кармелитским монахиням Санта-Мария-делла-Паче, которые оставались там до 1808 года. Поэтому в XVI веке в передней части нефа был построен монастырский хор, и в то же время была перестроена апсида.
В XVIII веке были добавлены декоративные элементы в стиле барокко, а в следующем столетии в церкви были проведены небольшие реставрационные работы. Во время Второй мировой войны монастырь был реквизирован и использовался под склад зерна, в результате чего понёс серьёзные утраты: в 1956 году обрушился свод помещения под апсидой. На месте утраченного главного алтаря был построен более простой и освящён в 1958 году.

## Архитектура и произведения искусства
Церковь имеет двускатное покрытие с остроконечным порталом, украшенным тремя гербами: слева — муниципалитета (лилия), в центре — народа Флоренции (красный крест на белом фоне) и справа — герб партии Гвельфов (орёл, сжимающий дракона). По заказу гильдии «Медиков и аптекарей» (l’Arte dei Medici e Speziali), куда в средневековой Флоренции входили и живописцы, в мастерской делла Роббиа был создан рельеф «Мадонна с Младенцем» из глазурованной полихромной майолики (1528—1530). Вдоль правой стены церкви видны профили стройных арочных однострельных окон XIV века, а над апсидой возвышается колокольня с тремя арками.
Внутри церковь имеет один неф, разделённый на три прохода тосканскими колоннами, где изначально размещался хор монахинь (разделительная стена была снесена в 1865 году и заменена парапетом). Деревянный потолок богато украшен резьбой и позолотой работы Джованни Верначчини (1717), сохранились следы первоначального живописного декора.
Все картины внутри церкви происходят из других мест и привнесены в церковь после наполеоновских репрессий: на первом алтаре справа находится «Бичевание Христа» Джованни Мария Буттери (датируемое последним десятилетием XVI века), а на втором — «Снятие с креста» Бернардино Поччетти (1596). Справа от второго алтаря находится дарохранительница, происхождение которой можно проследить до мастерской Бенедетто да Майано.
Неф завершается четырёхугольной апсидой, перекрытой крестовым сводом, богато украшенным лепниной Алессандро и Гаэтано Гори, в центре дальней стены которого находится «Вознесение Девы Марии между апостолами и святыми» работы Фабрицио Боски (1597), происходящее из церкви монастыря Санта-Лючия в Кампореджи.
В церкви находятся картины Пьеро Франческо Фоски, Алессандро Аллори и Биччи ди Лоренцо. Алтарь Мадонны на троне со святыми и ангелами, известный как алтарь Сан-Барнаба, около 1487 года работы Сандро Боттичелли (ок. 1487), теперь находится в галерее Уффици. В храме имеются и другие алтарные картины и остатки старинных фресок.
На хорах контрфасада находится духовой орган Серасси опус 685, построенный в 1865 году. Инструмент, полностью заключённый в деревянный корпус, украшенный рельефами и позолотой, сохраняет свои первоначальные характеристики и имеет 28 регистров.

## Галерея

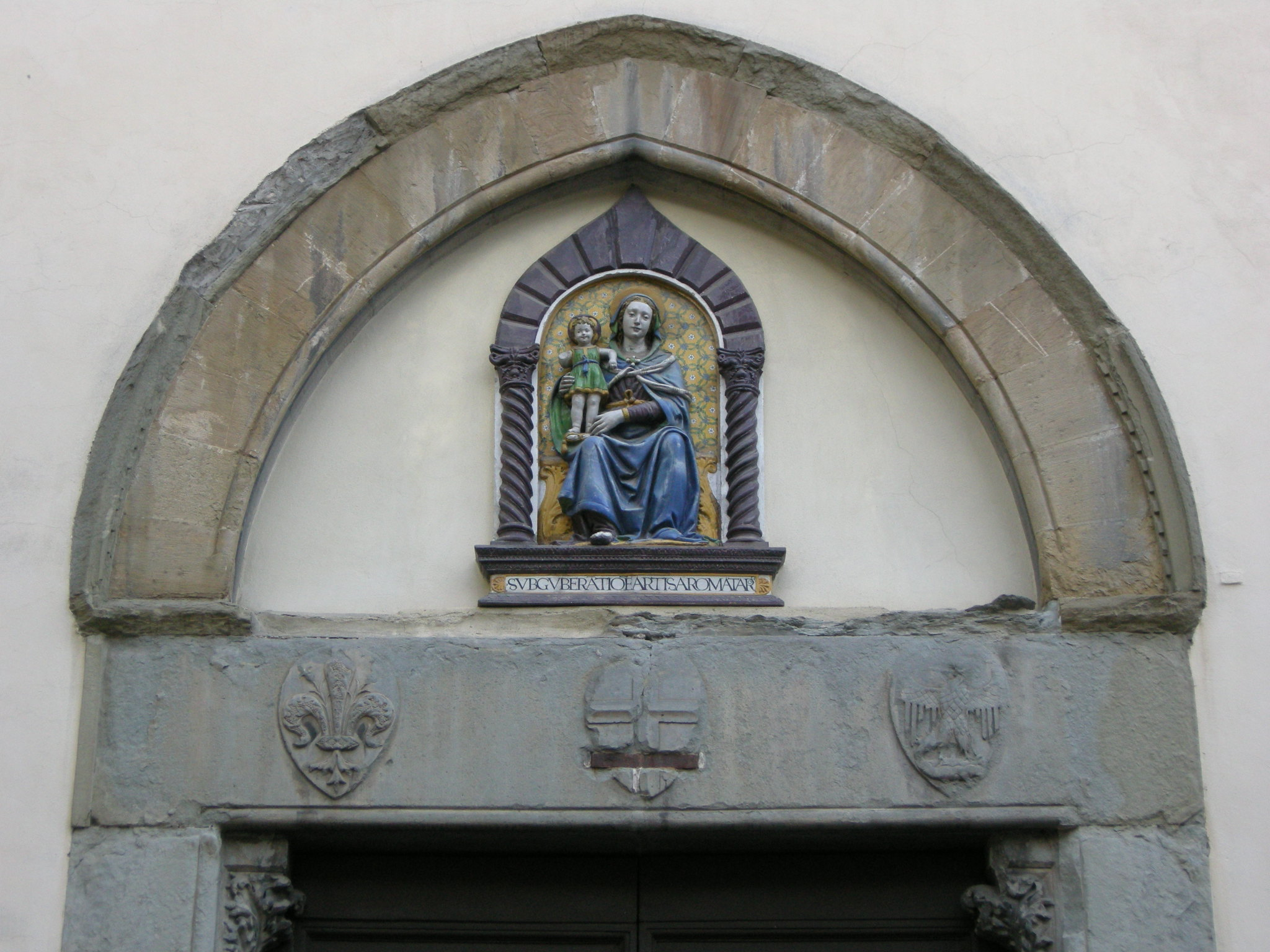
Люнет портала главного фасада
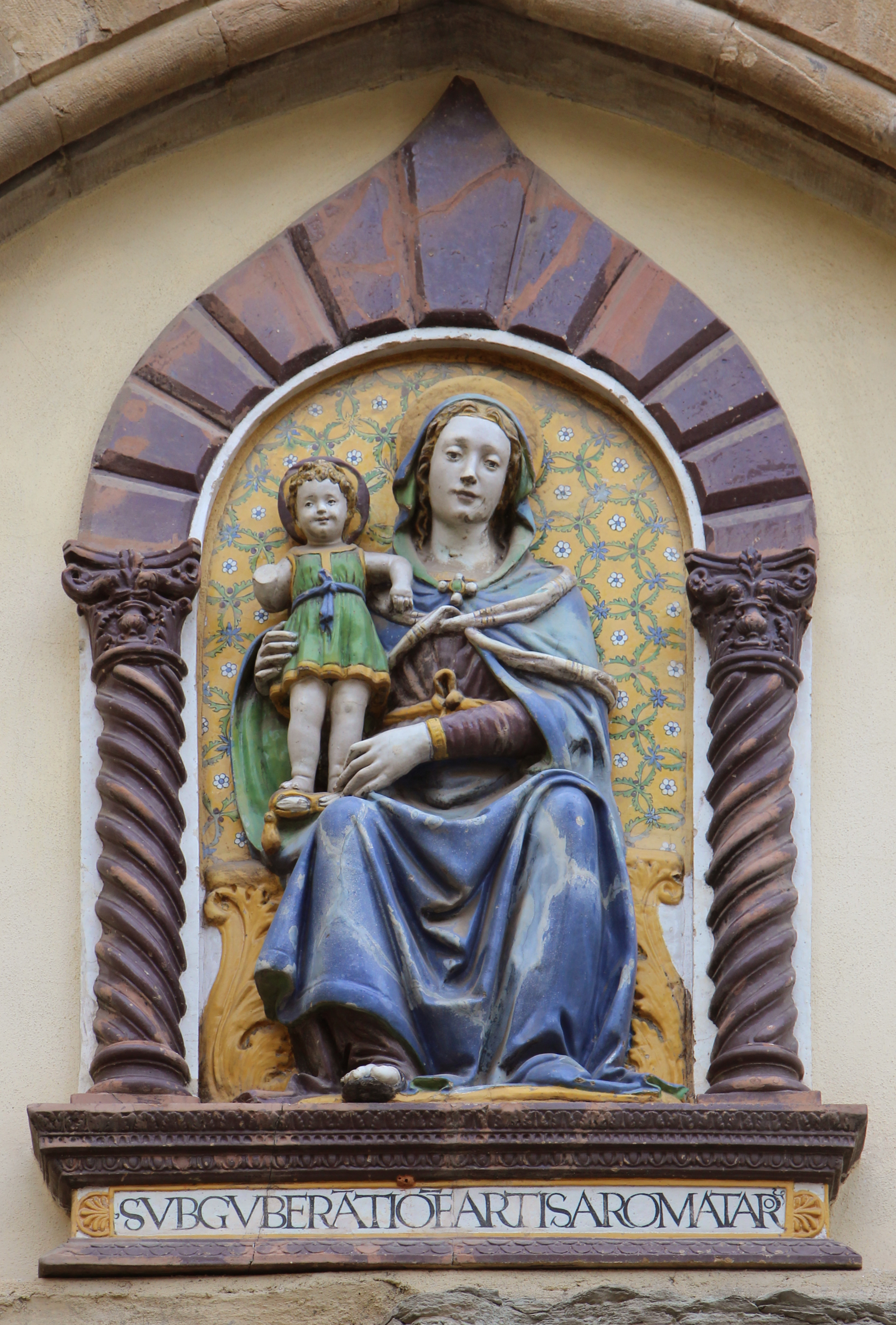
Мадонна с Младенцем. Джованни делла Роббиа. 1528—1530. Майолика
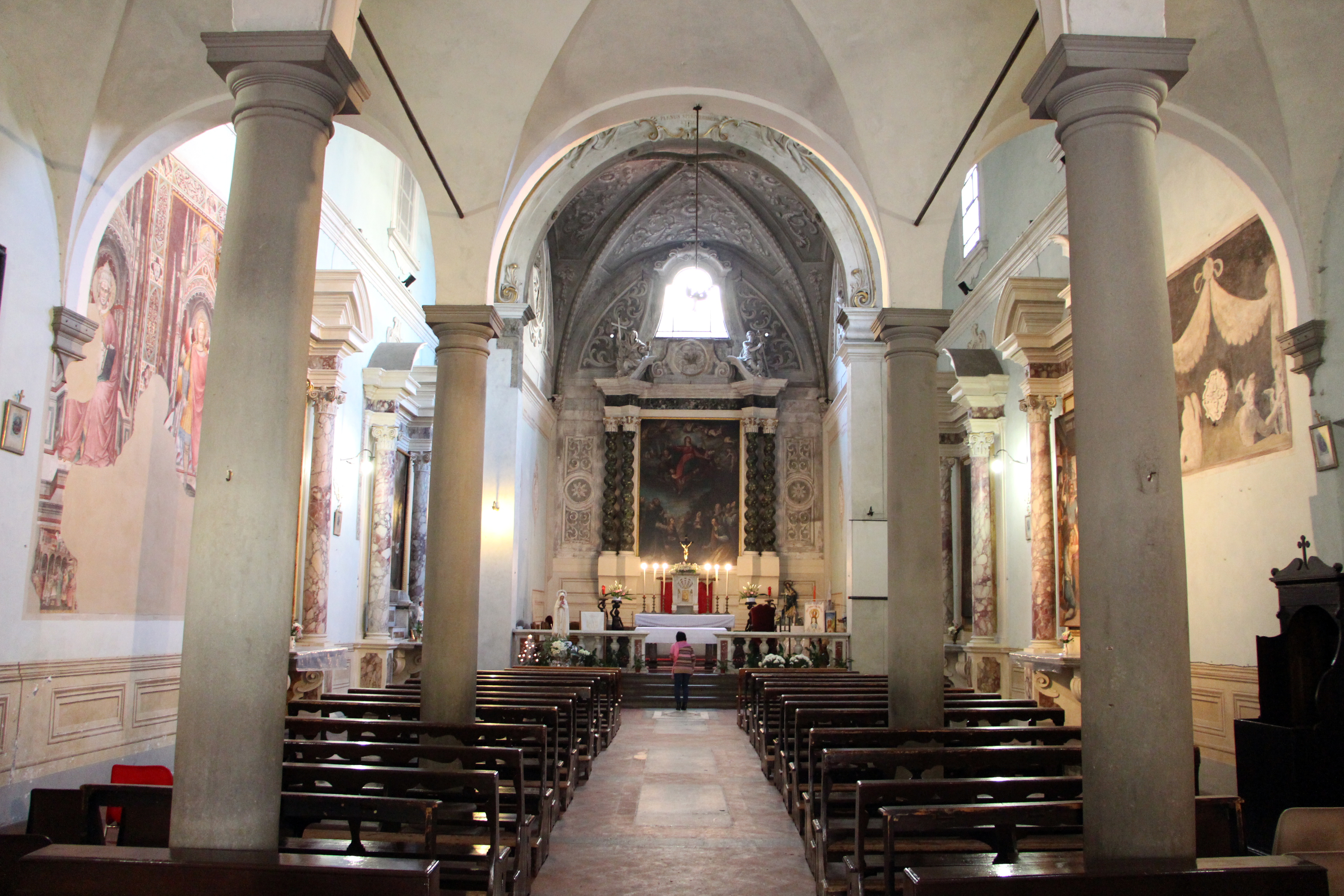
Интерьер
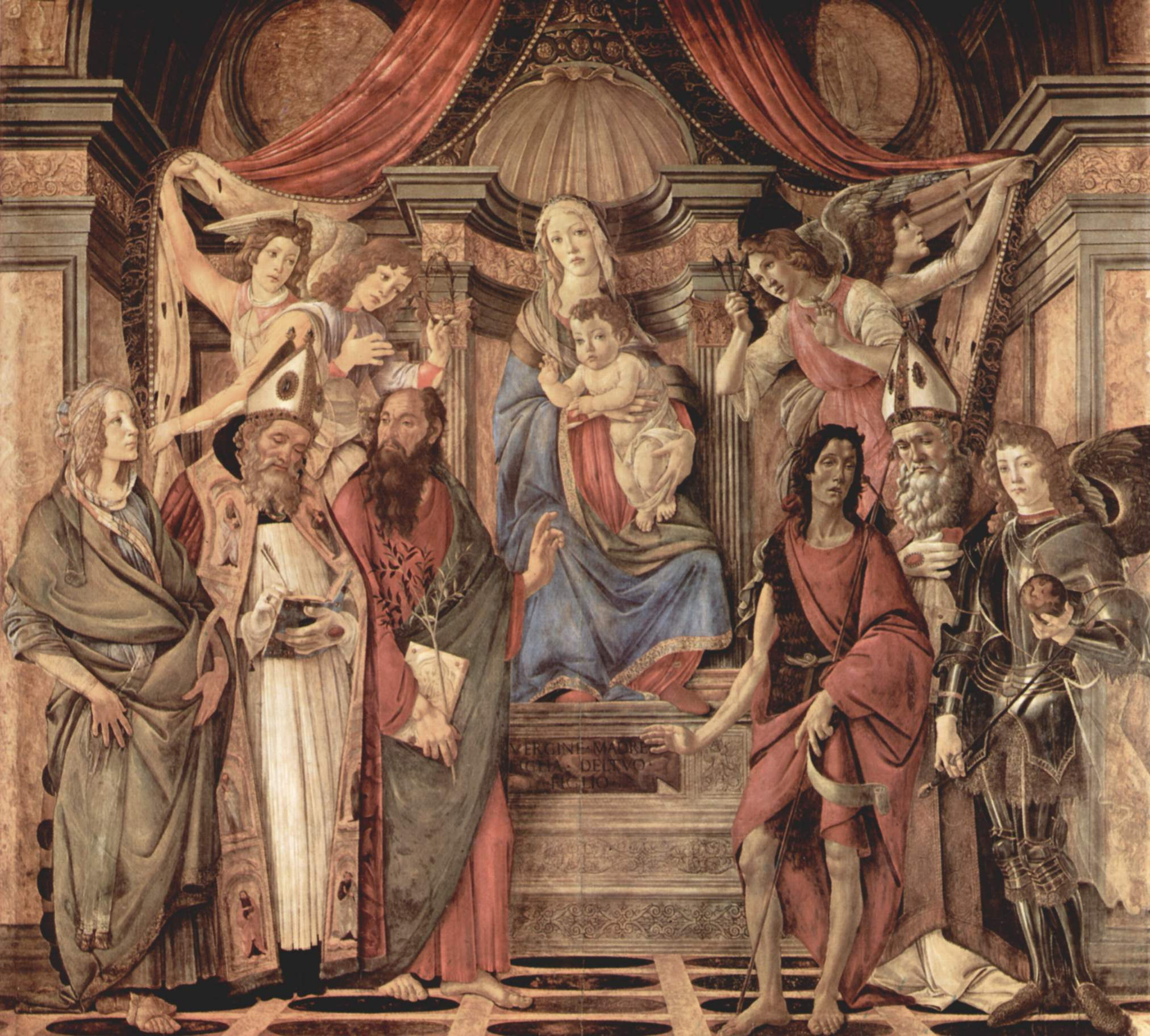
С. Боттичелли. Алтарь Сан-Барнаба. Ок. 1490. Дерево, темпера. Уффици, Флоренция
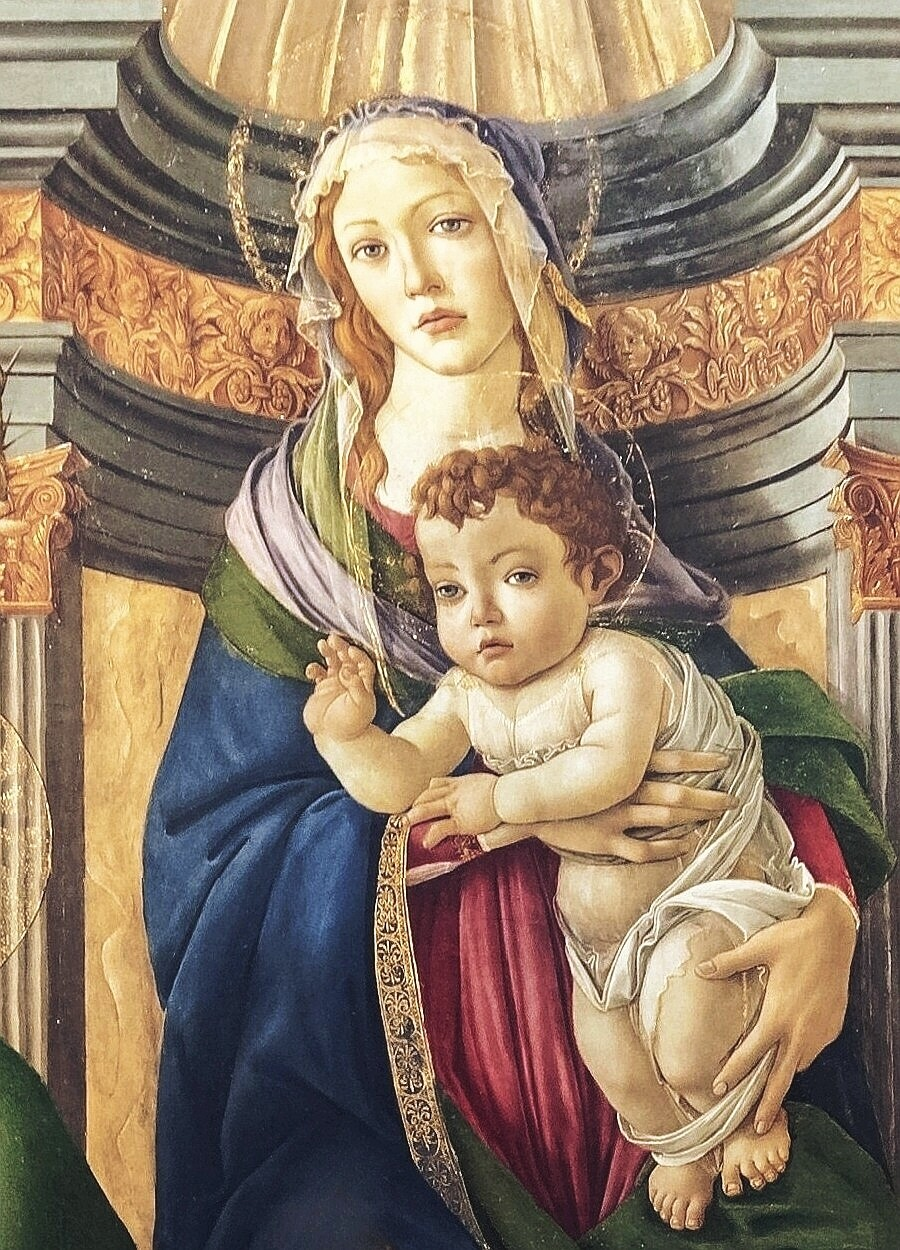
Мадонна с Младенцем. Деталь алтаря
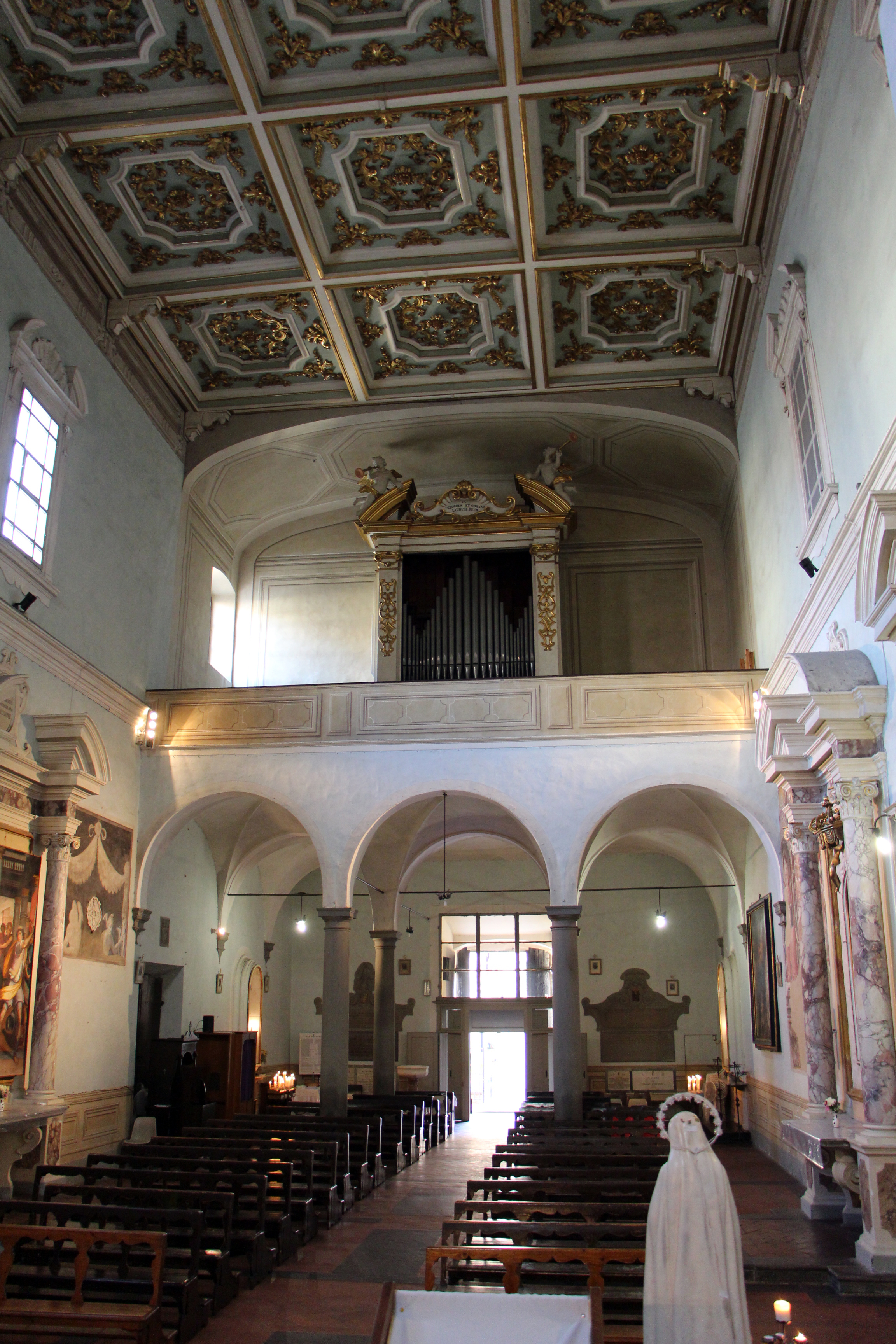
Контрфасад, орган и потолок
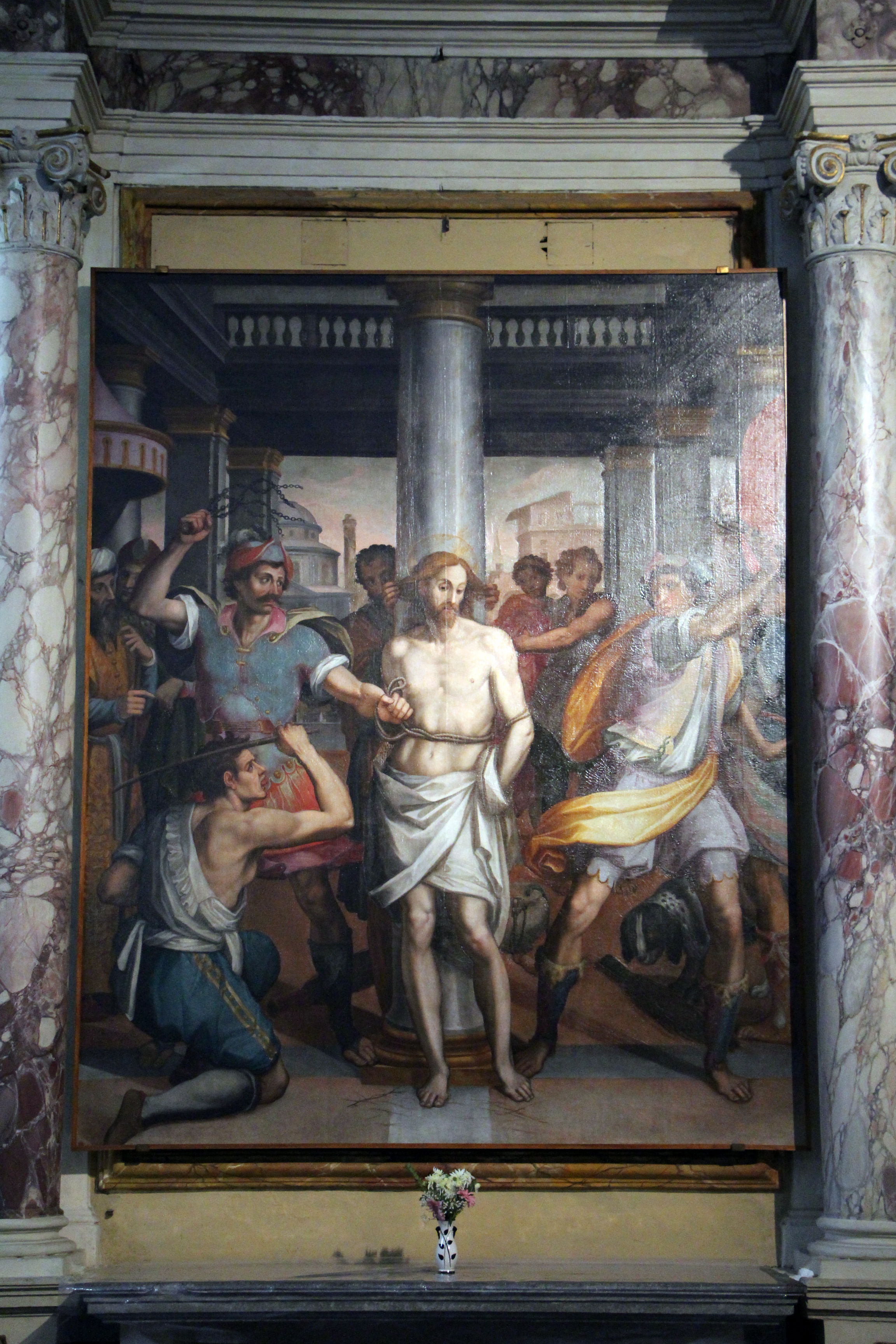
Дж. М. Буттери. Бичевание Христа. Между 1590 и 1610
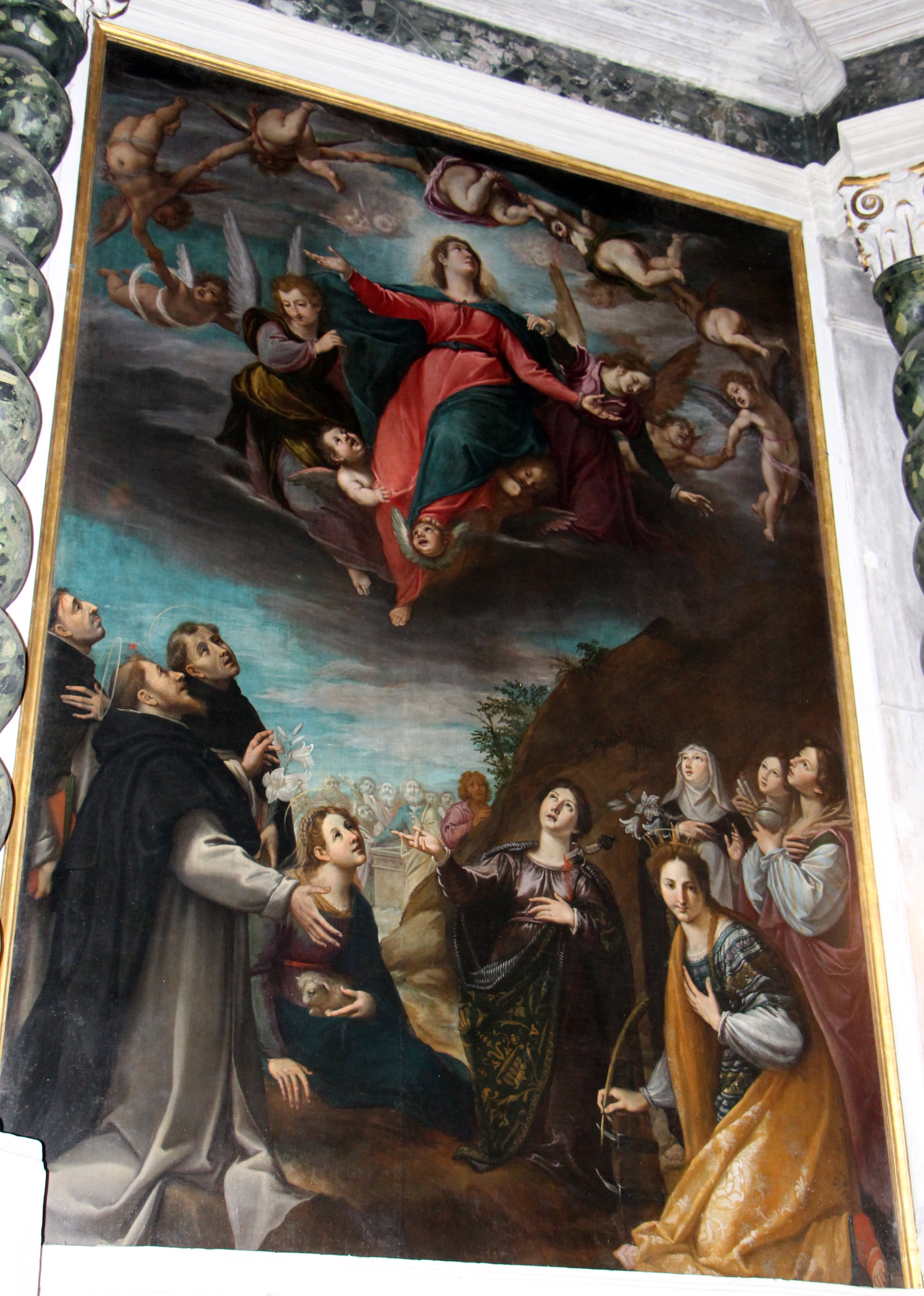
Ф. Боски. Ассунта (Вознесение Девы Марии). 1597
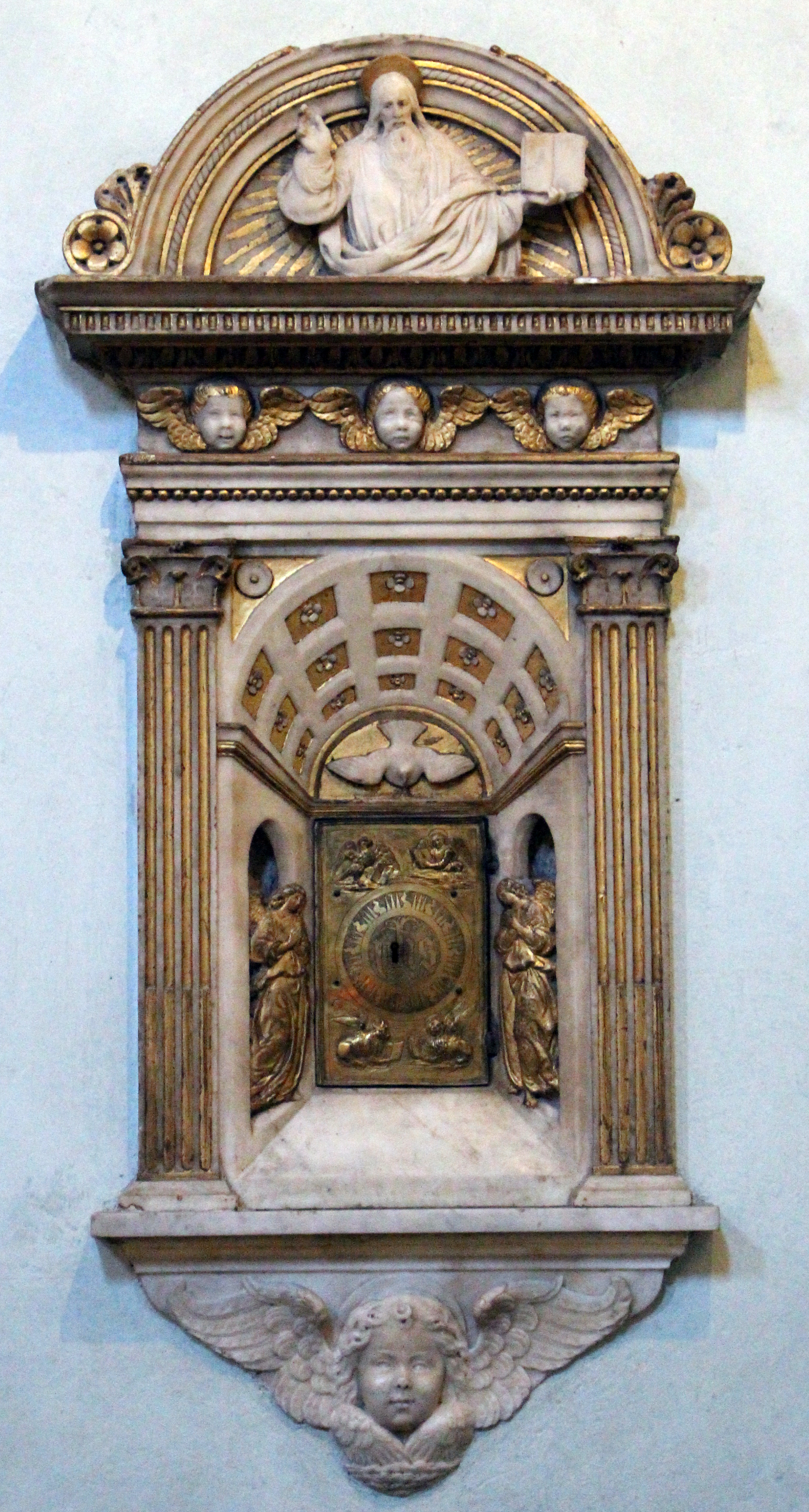
Бенедетто да Майано. Табернакль